# Inge Höger

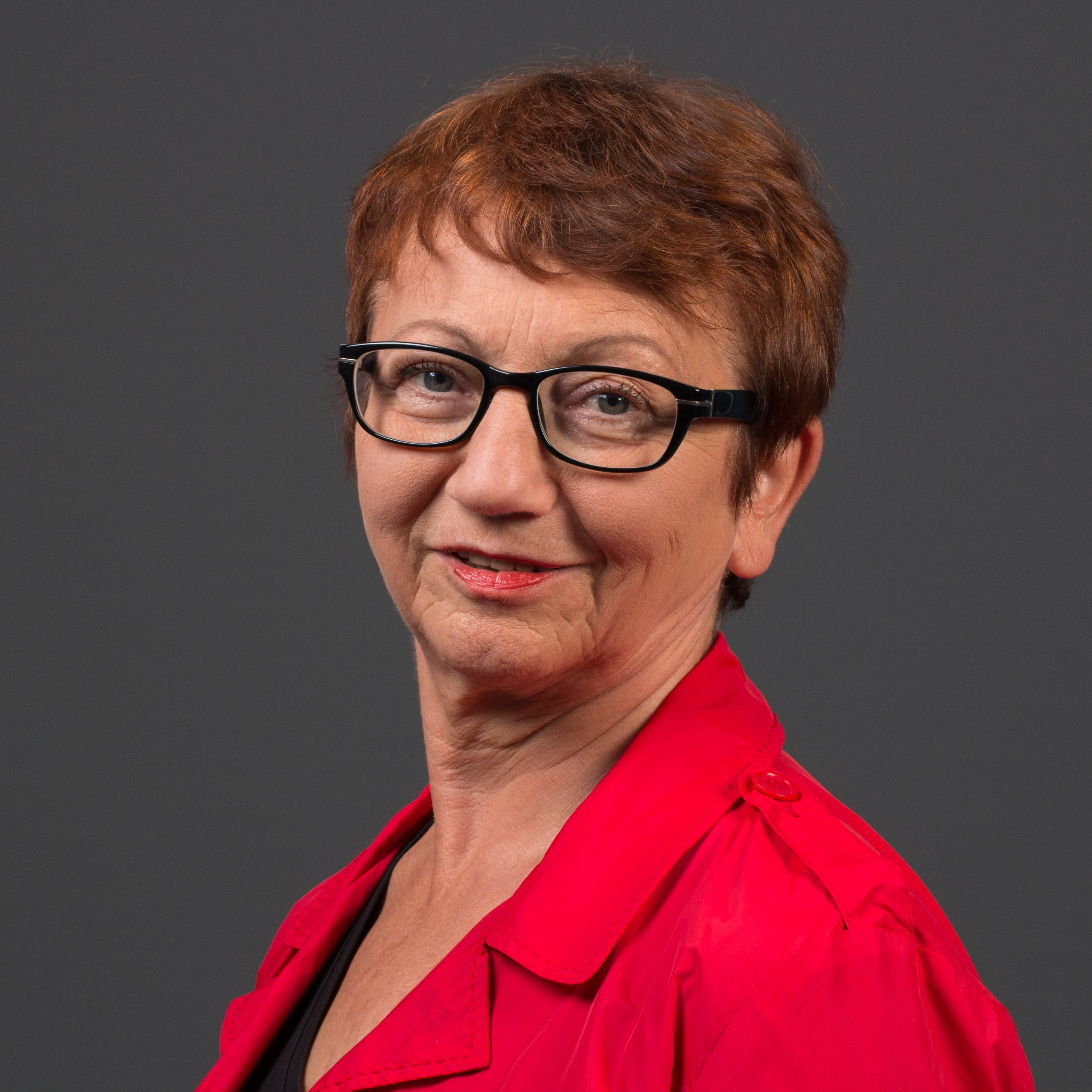
Inge Höger (2014)

Inge Dora Minna Höger (* 29. Oktober 1950 in Diepholz) ist eine ehemalige deutsche Politikerin (Die Linke). Von 2005 bis 2017 war sie Mitglied des Deutschen Bundestages und dort von 2005 bis 2006 stellvertretende Vorsitzende der Linksfraktion. Ihre Positionen zum israelisch-palästinensischen Konflikt sorgten mehrfach für Kontroversen.

## Leben
Nach dem Besuch der Volksschule und der Handelsschule in Rahden machte Inge Höger von 1967 bis 1969 eine Ausbildung zur Speditionskauffrau. Anschließend absolvierte sie ein Studium der Betriebswirtschaftslehre an der Hochschule für Wirtschaft in Bremen, welches sie 1973 als Diplom-Betriebswirtin (FH) beendete. Danach war sie in verschiedenen Unternehmen im Rechnungswesen und seit 1994 bei der Verwaltung der AOK in Herford tätig.

## Politischer Werdegang
Höger war Mitglied der Gewerkschaft ÖTV und ist Mitglied der Gewerkschaft ver.di. Sie war gewerkschaftliche Vertrauensfrau, Betriebs- und Personalrätin und ehrenamtliche Funktionärin bei ver.di auf der Landes- und Bundesebene. Von 1993 bis zur Bundestagswahl 2005 war sie zudem Vorsitzende des Regionsfrauenausschusses des DGB.
Zur Kommunalwahl 2004 in ihrer Heimatstadt Herford kandidierte Höger als parteilose Kandidatin für das Amt der Bürgermeisterin und erhielt 3,21 % der Stimmen.
Höger war Gründungsmitglied der Wahlalternative Arbeit und Soziale Gerechtigkeit (WASG). Im Juni 2005 wurde sie auch Mitglied der Partei des Demokratischen Sozialismus (PDS). Bei Verschmelzung von PDS und WASG im Jahr 2007 wurde Höger Mitglied der Partei Die Linke und als Sprecherin des Kreisverbandes Herford gewählt.
Von 2005 bis 2017 war Inge Höger über die Landesliste Nordrhein-Westfalen der Linkspartei Mitglied des Deutschen Bundestages. Dort war sie von November 2005 bis September 2006 stellvertretende Vorsitzende der Bundestagsfraktion Die Linke.
Von 2006 bis 2013 war sie Mitglied im Verteidigungsausschuss und hier für die Auslandseinsätze auf dem Balkan (Operation Althea, KFOR) und im Mittelmeer zuständig. Auch dem Untersuchungsausschuss zur Aufklärung der Gefangenschaft von Murat Kurnaz in Guantánamo gehörte sie an.
In der 17. Legislaturperiode war Höger Obfrau ihrer Fraktion im Untersuchungsausschuss über den Luftangriff bei Kundus. Auch dem Untersuchungsausschuss über die Beschaffung der Euro-Hawk-Drohne gehörte Höger an.
Ab 2009 war sie abrüstungspolitische Sprecherin ihrer Fraktion und zudem Mitglied im Unterausschuss für Abrüstung. Nach der Wahl 2013 arbeitete sie außerdem im Ausschuss für Menschenrechte und humanitäre Hilfe mit.
Höger ist Mitglied des „BundessprecherInnenrates“ der Antikapitalistischen Linken.
2016 gab Inge Höger bekannt, dass sie nicht mehr für ein Bundestagsmandat antritt.
Höger engagierte sich in ihrer Zeit im Bundestag gegen die Stationierung von US-Atomwaffen in Deutschland, Atomkraftwerke und Uran-Munition.
Auf dem Landesparteitag im Juni 2018 wurde sie ohne Gegenkandidaten mit 51 % der Stimmen zur Sprecherin des Landesvorstands der Partei Die Linke in Nordrhein-Westfalen gewählt. Bei der Wahl 2020 trat sie nicht mehr an.
Seit November 2024 ist Höger erneut Mitglied des Landesvorstands der Partei Die Linke in Nordrhein-Westfalen.

## Kontroversen

### Antizionismuskontroversen

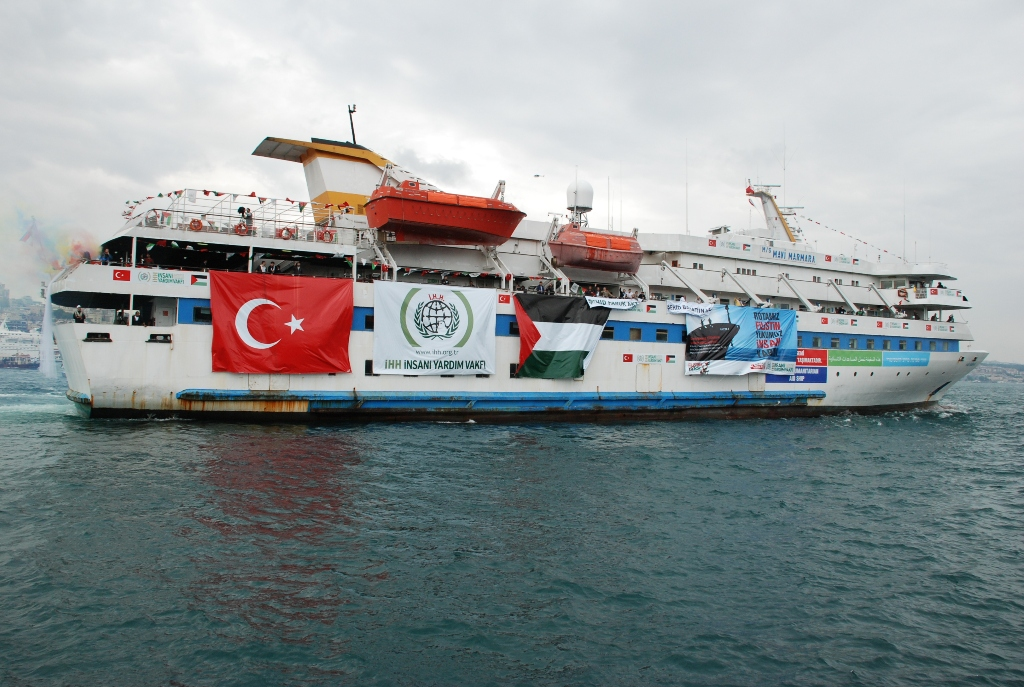
Die „Mavi Marmara“, auf der Inge Höger mit anderen 2010 vergeblich versuchte, den Gazastreifen zu erreichen

Insbesondere Högers Palästina-Engagement und ihre damit verbundene regelmäßige Kritik an Israel sowie mehrere umstrittene Aktionen sorgten für Kontroversen und brachten ihr den Vorwurf des Antizionismus ein. So blieb sie im November 2008 zusammen mit anderen Abgeordneten des linken Flügels ihrer Fraktion demonstrativ einer Bundestagsabstimmung fern, die kurz vor dem 70. Jahrestag der Reichspogromnacht eine verstärkte Bekämpfung des Antisemitismus zum Gegenstand hatte, und begründete dies damit, dass dieser Entschluss „Israelkritik“ und Antisemitismus gleichsetze.
Bei einer Konferenz in Wuppertal im Jahr 2011 trug Höger einen Schal, der die Landkarte des Nahen Ostens ohne Israel zeigte. Höger gab später an, der Schal sei ihr um den Hals gelegt worden.
Nachdem 2011 der Bremer Landesverband der Linken die Kampagne Boycott, Divestment and Sanctions  (BDS) unterstützt hatte und bundesweit zahlreiche Parteimitglieder, darunter u. a. Katja Kipping und Bodo Ramelow, eine Stellungnahme dagegen unterzeichnet hatten, in der die Kampagne explizit als „Antisemitismus“ bezeichnet wurde, „der an die NS-Parole ‚Kauft nicht beim Juden‘ erinnert“, kam ein einstimmiger Beschluss der Linksfraktion, bei dem die Unterstützung für Boykottaufrufe, eine Einstaatenlösung oder eine weitere Gaza-Flottille eine klare Absage erteilt wurde, dadurch zustande, dass Höger und 14 andere Fraktionsmitglieder der Abstimmung fernblieben oder zuvor den Sitzungssaal verlassen hatten.
Henryk M. Broder warf ihr wiederholt „linken Antisemitismus“ sowie ein unkritisches Verhältnis gegenüber der Hamas vor, insbesondere, als sie 2011 auf ihrer Website nicht ausschließen wollte, dass die Ermordung der propalästinensischen Aktivisten Juliano Mer-Khamis und Vittorio Arrigoni eine israelische Operation unter „Falscher Flagge“ sei.
Zusammen mit Niema Movassat, Ralf Michalowsky und anderen unterstützte Höger den Aufruf zu einer Demonstration am 18. Juli 2014 in Essen unter dem Motto „Stoppt die Bombardierung Gazas – Für ein Ende der Eskalation im Nahen Osten“. An ihr nahmen rund 1500 Personen teil, wobei unter anderem antiisraelische und den Holocaust leugnende Transparente (Aufschrift „Israel Terrorist“ und „Angeblich früher Opfer – heute selber Täter“ sowie eine mit Hakenkreuz versehene Israelfahne) gezeigt wurden. Dabei waren auch Parolen wie „Kindermörder Israel“ oder Sprechchöre wie „Adolf Hitler“ und „Tod den Juden“ zu hören. Der strafbare Hitlergruß sowie ISIS-Fahnen wurden gezeigt. Nach Demonstrationsende wurden zahlreiche Teilnehmer einer Gegenkundgebung angegriffen. CDU, SPD und Grüne kritisierten die NRW-Linke wegen des Demonstrationaufrufs; so sprach CDU-Landeschef Armin Laschet von „den größten antisemitischen Ausfällen, die Nordrhein-Westfalen seit langem erlebt hat“. Der Zentralrat der Juden in Deutschland zeigte sich angesichts der Vorfälle „schockiert und bestürzt“.
Im Juli 2014 postete Höger auf ihrer Facebookseite ein Bild, auf dem sie vor einem Transparent mit der Aufschrift „Palästina [Anm.: als Wort im Bild nicht zu erkennen] besitzt keine Wehrmacht! Israel! Das ist kein Krieg sondern Völkermord“ steht.

### Beteiligung am Gazakonvoi
Zusammen mit Annette Groth und Norman Paech war Höger Ende Mai 2010 an Bord eines Schiffskonvois in den Gazastreifen. Sie beklagte das angeblich illegale Vorgehen der Israelis. Das Schiff Mavi Marmara wurde gekapert und Höger vom israelischen Militär festgehalten. Die Parteivorsitzende Gesine Lötzsch erklärte, sie sei stolz auf Högers Einsatz. Die Welt setzte ihn dagegen in Zusammenhang mit steigendem Antisemitismus in der Partei Die Linke. Auf eine Strafanzeige Högers hin prüfte der Generalbundesanwalt das Vorgehen der gegen den Konvoi eingesetzten israelischen Militärangehörigen und kam zum Ergebnis, dass ein strafbares Verhalten gegen Höger oder andere Bundesbürger nicht vorliege, da die Schiffe der Gaza-Flottille keine zivilen Objekte gewesen seien, sondern militärische Ziele, „die nach den Regeln des humanitären Völkerrechts angegriffen werden durften“.

### Toilettenaffäre
Die Abgeordneten Inge Höger und Annette Groth hatten die israelkritischen Journalisten Max Blumenthal und David Sheen zu einer Veranstaltung eingeladen, die am 9. November 2014 in der Berliner Volksbühne stattfinden sollte. Nach Beschwerde mehrerer Abgeordneter wurde die antiisraelische Veranstaltung abgesagt. Daraufhin luden Höger und Groth zusammen mit Heike Hänsel und Claudia Haydt zu einer Ausweichveranstaltung in den Räumen der Linksfraktion ein, die jedoch vom Fraktionsvorsitzenden Gregor Gysi untersagt wurde. Schließlich verfolgte und bedrängte Sheen am 10. November 2014 Gysi, als dieser zur Toilette ging. Videoaufnahmen dieser Szene führten dazu, dass diese Ereignisse als „Toilettenaffäre“ bekannt wurden, und sorgten für mediale Aufmerksamkeit.
Das Simon-Wiesenthal-Zentrum setzte Höger, Groth, Hänsel und Haydt auf seine „Top-Ten“-Liste der antisemitischen/antiisraelischen Vorfälle des Jahres 2014 und schrieb, sie gehörten „einer nennenswerten Gruppe von extrem anti-israelischen Abgeordneten der Linkspartei“ an.

### Verurteilung wegen öffentlicher Aufforderung zu Straftaten
Nachdem Inge Höger vor einem Castor-Transport im Jahr 2010 einen öffentlichen Aufruf zum „Schottern“ unterzeichnet hatte, wurde ein Ermittlungsverfahren wegen öffentlicher Aufforderung zu Straftaten gegen sie eingeleitet. Sie lehnte das Angebot der Staatsanwaltschaft ab, das Verfahren gegen Geldauflage einzustellen. Im April 2013 wurde sie verurteilt, zusammen mit ihrer Fraktionskollegin Sevim Dağdelen und der niedersächsischen Landtagsabgeordneten Christel Wegner (DKP), die ebenfalls den Aufruf unterzeichnet und die Verfahrenseinstellung abgelehnt hatten. Das Gericht hielt den dreien zwar eine altruistische Motivation zugute, verurteilte sie jedoch zu Geldstrafen. Dağdelen und Wegner wurden zu jeweils 15 Tagessätzen verurteilt, Höger mangels Geständnis zu 30 Tagessätzen. Im Berufungsverfahren wurde Högers Strafe auf 20 Tagessätze reduziert.

## Veröffentlichungen
- Frieden schaffen ohne Waffen! In: Frieden schaffen ohne Waffen. Beiträge zum 18. Dresdner Friedenssymposium am 20. Februar 2010. (Hrsg.) Dresdener Studiengemeinschaft Sicherheitspolitik (DSS) e. V.: DSS-Arbeitspapiere, Dresden 2010, Heft 98, S. 8–14.
- Gibt es ein linkes Lager? In: Thies Gleiss, Inge Höger, Lucy Redler, Sascha Staničić (Hrsg.): Nach Goldschätzen graben, Regenwürmer finden. Die Linke und das Regieren (= Neue Kleine Bibliothek 237). Papyrossa Verlag, 2016. 2. Auflage 2017, ISBN 978-3-89438-623-8, S. 191 ff.